# Gift Wrapped Kiss
"Gift Wrapped Kiss" é uma canção do grupo americano TLC. Lançado como single de Natal, em 14 de dezembro de 2014, a canção não fez sucesso assim como seu Single natalino anterior Sleigh Ride (1993). A música teria sido originalmente composta para um álbum solo de T-Boz mas após negociações ela gravou com Chilli.

## Paradas
| Parada (2014)                     | Maior posição |
| --------------------------------- | ------------- |
| Austrália (ARIA)                  | 108           |
| Nova Zelândia (Recorded Music NZ) | 122           |